# Линдси, Маргарет
Ма́ргарет Ли́ндси (англ. Margaret Lindsay, 19 сентября 1910 — 9 мая 1981) — американская актриса, которая была очень популярна на студии Warner Bros. в 1930-х и 1940-х годах. У неё были примечательные роли в таких картинах как «Кавалькада» (1933), «Дело о драконе-убийце» (1934), «Дело о любопытной новобрачной» (1935), «Джимены» (1935), «Флорентийский кинжал» (1935), «Зелёный свет» (1937), «Иезавель» (1938), «Эллери Куин, мастерский детектив» (1940) и «Улица греха» (1945). Критики считают, что свою лучшую роль, в которой актриса выразила всю свою индивидуальность, Маргарет исполнила в фильме «Дом о семи фронтонах» (1940), одноимённой экранизации романа Натаниела Готорна.

## Избранная фильмография
| Год  |   | Русское название | Оригинальное название | Роль        |
| ---- | - | ---------------- | --------------------- | ----------- |
| 1933 | ф | Кавалькада       | Cavalcade             | Эдит Харрис |